# Montgomery City (Missouri)
Montgomery City település az Amerikai Egyesült Államok Missouri államában, Montgomery megyében, melynek megyeszékhelye is. Lakosainak száma 2811 fő (2020. április 1.).

## Népesség
A település népességének változása:

| 2010 | 2 834 |
| 2020 | 2 811 |